# Joseph Franz von Jacquin
Joseph Franz Freiherr von Jacquin, o barón Joseph von Jacquin (7 de febrero de 1766, Schemnitz (actual Banská Štiavnica) - 26 de octubre de 1839, Viena) fue un científico austríaco que estudió medicina, química y botánica.
Hijo de Nikolaus von Jacquin, se gradúa en la Universidad de Viena con un doctorado en medicina, en 1788.
Entre 1788 y 1791 Jacquin realiza exploraciones en una expedición científica a Alemania, Francia, Inglaterra, por orden del Emperador Frances II.
Al retiro de su padre, asciende a su posición como profesor de Botánica y Química en la Universidad de Viena, desde 1797 hasta su retiro en 1838.

## Algunas publicaciones
- --. 1798 Lehrbuch der allgemeinen und medicinischen Chymie zum Gebrauche seiner Vorlesungen. C.F. Wappler, Viena 1798

- --, E. Fenzl & I. Schreibers. 1811-1844. Eclogae plantarum rariorum aut minus cognitarum : quas ad vivum descripsit et iconibus coloratis illustravit. A. Strauss, Viena

- --, E. Fenzl & I. Schreibers. 1813-1844. Eclogae graminum rariorum aut minus cognitarum : quae ad vivum descripsit et iconibus coloratis illustravit. A. Strauss et Sommer, Viena

- --. 1819. Ueber den Ginkgo, Carl Gerold, Viena

## Honores

### Eponimia
Especies (205 + 44 + 2 + 19)
- (Amaranthaceae) Alternanthera jacquinii (Schrad.) Alain[1]

- (Asphodelaceae) Trachyandra jacquiniana (Roem. & Schult.) Oberm.[2]

- (Fabaceae) Cytisus jacquinianus Kern.[3]

- (Geraniaceae) Erodium jacquinianum Fisch., C.A.Mey. & Avé-Lall.[4]